# Офсайд (фильм)
«Офсайд» (перс. آفساید‎) — иранский кинофильм режиссёра Джафара Панахи 2006 года. Фильм удостоен «Гран-при жюри» 56-го Берлинского кинофестиваля.

## Сюжет
Женщинам в Иране запрещено присутствовать на стадионах во время футбольных матчей мужских команд. Но этот запрет не останавливает многочисленных юных болельщиц в их попытках проникнуть на стадион. Несколько юных болельщиц проникают на стадион, чтобы посетить матч между сборными Ирана и Бахрейна. От исхода матча зависит поедут ли иранские футболисты на Чемпионат мира в 2006 году в Германию.
К сожалению, не всем девушкам удаётся провести охрану. Пятерых девушек ловят солдаты и держат под охраной на протяжении всего футбольного матча. А по окончании — везут в отделение полиции по делам, связанным с проституцией. 
Во время всех злоключений, девушки ближе знакомятся друг с другом, а так же с охраняющими их солдатами. В то время, как задержанных девушек конвоируют на автобусе в отделение полиции, матч завершается, победой сборной Ирана над сборной Бахрейна 1:0.
Жители Ирана массово ликуют и празднуют победу футболистов. Автомобильное движение становится всё более затруднённым, пока автобус не вынужден вовсе остановиться в пробке. Ликование проникает и в автобус: сначала внутрь забегает счастливый пекарь, угощающий всех пассажиров выпечкой. А после толпа и вовсе вытаскивает солдат из автобуса, требуя, чтобы они присоединились к танцам. В царящей суматохе всем девушка удаётся бежать из-под ареста и раствориться в охваченной празднованием толпе.   

## В ролях
- Шима Мобарак-Шахи — первая девочка
- Шайесте Ирани — курящая девочка
- Айда Садеки — девочка-футболистка
- Голназ Фармани — девочка с чадрой
- Махназ Забихи — девочка в солдатской форме
- Назанин Седик-задех — самая юная из всех девочек
- Сафар Самандар — солдат-азербайджанец
- Масуд Хеймех-кабуд — солдат из Тегерана
- Мохаммад Хейр-абади — солдат из Мешхеда

## Награды
- 2006 — Берлинский кинофестиваль
  - Серебряный медведь (Гран-при жюри)

### Номинации
- 2006 — Берлинский кинофестиваль
  - Золотой медведь
- 2007 — Asian Film Awards
  - Лучший режиссёр — Джафар Панахи